# Calcaritis megacentron
Calcaritis megacentron är en fjärilsart som beskrevs av Eugen Wehrli 1931. Calcaritis megacentron ingår i släktet Calcaritis och familjen mätare. Inga underarter finns listade i Catalogue of Life.